# Van Vlissingen
Van Vlissingen (ook Fentener van Vlissingen en Van Tongeren van Vlissingen) is bekend geworden als Nederlands ondernemersgeslacht en werd opgenomen in het Nederland's Patriciaat.

## Geschiedenis
De stamreeks begint met Gerrit Oloffsz. van Vlissingen, die smid en burger van Utrecht was; hij bezat van 1609-1613 een huis aan de Sint-Marienstraat en kocht op 6 mei 1613 het huis "De Schupstoel" aan de stadswal op het Vreeburg.
De familie  van lutherse handelaren in wijn, wol en honing bracht ook brouwers, steenbakkers en kalkbranders voort. Ze bouwde later belangen op in fabrieken en handelsondernemingen.
Initiatieven van dit geslacht zijn de Fentener van Vlissingen Cultuurprijs en het in 1961 opgerichte Fentener van Vlissingen Fonds dat kunst- en cultuurmakers ondersteunt.

### Eerste tak Van Vlissingen
Een kleinzoon van stamvader Gerrit, Abraham (geboren 1676), letterzetter, vestigde zich in Amsterdam en verkreeg in 1676 het Amsterdamse poorterschap. Hij werd de stamvader van de tak waarvan enkele hoofdonderwijzers deel uitmaken en waarvan een lid in 1852 emigreerde naar Amerika, gevolgd door enkele andere leden.

### Tak Fentener van Vlissingen
Een andere kleinzoon, Cornelis (1648-1723) werd brouwer in Utrecht. Een kleinzoon van hem, Paulus (1742-1788), was eigenaar van een kalkbranderij en cementfabriek in Utrecht. Een zoon van hem, Cornelis (1767-1813), trouwde in 1791 met Maria Fentener (1772-1815). Hun zoon Pieter (1794-1844) werd de stamvader van de tak Fentener van Vlissingen.
Deze tak was in 1896 medeoprichter van de SHV, die handelde in steenkool, olie, gas en schroot. In 1968 begon deze tak Fentener van Vlissingen een groothandelswinkelketen, de Makro. Tegenwoordig is deze tak een van de rijkste families van Nederland, met volgens het tijdschrift Quote een vermogen van zo'n € 9,2 miljard. De zogeheten Helmondse tak van de familie kwam uit Amsterdam en nam in 1846 een katoendrukkerij in Helmond over, die toen P. Fentener van Vlissingen & Co's Katoendrukkerijen werd genoemd. Later werd dit Vlisco, dat in 1972 werd overgenomen door Gamma Holdings. In 2010 werd Vlisco opgekocht door investeringsmaatschappij Actis uit Londen.

### Tweede tak Van Vlissingen
Een broer van Cornelis (1767-1813) die trouwde met Maria Fentener, was Paul (1797-1876) en hij werd de stamvader van de tweede tak Van Vlissingen, een tak van industriëlen, onder wie directieleden van Werkspoor.

## Enkele telgen
Paulus van Vlissingen (1742-1788), oprichter en lid van de firma Paul van Vlissingen & Zoon, handel in kalk, zand, cement, enz.
- Cornelis van Vlissingen (1767-1813), oprichter en lid van de firma C. van Vlissingen, handel in wijn en kolen, lid van de firma Paul van Vlissingen & Zoon; trouwde in 1791 met Maria Fentener (1772-1815)
  - Pieter Fentener van Vlissingen (1794-1844), medeoprichter firma Van Vlissingen & Stuart, kooplieden in onder andere steenkolen, stamvader van de tak Fentener van Vlissingen
    - Simon Paulus Fentener van Vlissingen (1821-1905), lid firma Van Vlissingen & Stuart, kooplieden in onder andere steenkolen, medeoprichter (1896) en directeur (1896-†) Steenkolen Handelsvereniging
      - Frederik Hendrik Fentener van Vlissingen (1849-1918), medeoprichter, directeur en voorzitter raad van toezicht SHV
        - Charlotte Elisabeth Fentener van Vlissingen (1880-1976); trouwde in 1900 met Willem van Beuningen (1873-1948), directeur en president-commissaris SHV, lid gemeenteraad van Vught
        - dr. Frederik Hendrik Fentener van Vlissingen (1882-1962), directeur en voorzitter raad van toezicht SHV, medeoprichter Jaarbeurs Utrecht, medeoprichter en directeur Unitas N.V., medeoprichter Koninklijke Hoogovens, medeoprichter Koninklijke Luchtvaart Maatschappij
          - Johannes Marius Fentener van Vlissingen (1907-1987), president-directeur SHV
            - ir. Frederik Hendrik Fentener van Vlissingen (1933-2006), voorzitter raad van bestuur SHV
              - drs. Anne Marianne Fentener van Vlissingen (1961), voorzitter raad van commissarissen SHV
              - drs. Frederik Harold Fentener van Vlissingen (1968-2022), ondernemer; trouwde in 1996 met drs. Ariane Sigrid van Notten (1966), oprichter en eigenaar restaurantsite Special Bite

            - John Fentener van Vlissingen (1939), reisondernemer, vicevoorzitter raad van commissarissen SHV; trouwde in 1964 met Marine Michèle gravin de Pourtalès (1941), lid van de familie De Pourtalès
            - dr. Paul Fentener van Vlissingen (1941-2006), voorzitter raad van bestuur SHV

          - Wilhelmine Florentine Fentener van Vlissingen (1909-2003); trouwde in 1931 met Leo August Johannes Friedrich Willem Graf von Cassis-Faraone (1894-1952)
            - Leontine gravin von Cassis-Faraone (1933); trouwde in 1962 met Albrecht vorst von Hohenberg (1931-2021), lid van de familie Von Hohenberg

      - Adriana Arnoldina Johanna Fentener van Vlissingen (1858-1945); trouwde in 1884 met Jacob Proost (1856-1921), lid firma J. Brandt & Zoon en lid firma P. Proost & Zoon, uitgevers en boekbinders te Amsterdam
      - mr. Augustus Fentener van Vlissingen (1862-1951), president Hoge Raad der Nederlanden
      - Louise Maria Antonia Fentener van Vlissingen (1866-1963), oprichter Stichting Louise Fentener van Vlissingen Fonds (LMA Fonds) en Mr. August Fentener van Vlissingen (Mr. A. Fonds)

    - Pieter Fentener van Vlissingen (1826-1868), medeoprichter firma P.F. van Vlissingen & Co. Katoenfabrieken te Helmond
      - Pieter Fentener van Vlissingen (1853-1927), lid firma P.F. van Vlissingen & Co.
        - Pieter Fentener van Vlissingen (1890-1962), directeur P.F. van Vlissingen & Co.
          - drs. Jan Herman Fentener van Vlissingen (1924), directeur P.F. van Vlissingen & Co.

        - Alexander Fentener van Vlissingen (1891-1955), commissaris P.F. van Vlissingen & Co.
        - Jan Fentener van Vlissingen (1893-1978), directeur P.F. van Vlissingen & Co.
        - Julia Fentener van Vlissingen (1897-1962), zangeres; trouwde in 1922 met Johannes Röntgen (1898-1969), pianist, musicus

      - Willem Anthony Fentener van Vlissingen (1856-1931)
        - Lilly Fentener van Vlissingen (1887-1980); trouwde in 1925 met ir. Reep verLoren van Themaat (1882-1982), ingenieur
        - Willem Antonie Fentener van Vlissingen (1893-1971)
          - drs. Marten Fentener van Vlissingen (1925-2009), leraar wis- en natuurkunde
            - dr. Johanna Martje Fentener van Vlissingen (1956), directeur Erasmus Dierexperimenteel Centrum; trouwde in 1994 met prof. dr. Bernardus Colenbrander (1945), hoogleraar diergeneeskunde
            - drs. Willem Adriaan Christiaan Fentener van Vlissingen (1960), algemeen directeur FNV Vakcentrale

      - Henri Louis Fentener van Vlissingen (1860-1917), werkzaam P.F. van Vlissingen & Co.
        - Julia Wilhelmina Fentener van Vlissingen (1887-1971); trouwde in 1924 met jhr. Pieter Hendrik van de Wall Repelaer, heer van Puttershoek (1895-1972), lid gemeenteraad, wethouder en waarnemend burgemeester van Dubbeldam
          - Jhr. Pieter Hendrik van de Wall Repelaer, heer van Puttershoek (1926-1989), tuinder en geliefde van C.O. Jellema

        - Henri Louis Fentener van Vlissingen (1892-1962), werkzaam P.F. van Vlissingen & Co.
          - Henri Louis Fentener van Vlissingen (1921-1994), mededirecteur P.F. van Vlissingen & Co.
          - Ernst Paul (Erry) Fentener van Vlissingen (1924-2007), onderdirecteur Vlisco

  - Geertruida Burgina van Vlissingen (1801-1862); trouwde in 1822 met Theodorus Stuart (1798-1877), medeoprichter firma Van Vlissingen & Stuart, kooplieden in onder andere steenkolen, telg uit het geslacht Stuart

Geslachten die opgenomen zijn in het sinds 1910 verschijnende genealogische naslagwerk Nederland's Patriciaat. Lijst volgens opgave van het CBG Centrum voor familiegeschiedenis.
A · B · C · D · E · F · G · H · I · J · K · L · M · N · O · P · Q · R · S · T · U · V · W · Y · Z